# Pribeník
Pribeník, do roku 1948 Perbeník (maďarsky Perbenyik), je obec na Slovensku. Nachází se v Košickém kraji, v okrese Trebišov. Obec o rozloze 12,32 km² leží v nadmořské výšce 100 m. Na území obce je chráněné ptačí území Medzibodrožie.  K 31. 12. 2011 v obci žilo 1027 obyvatel.
V obci působí mateřská a základní škola 1.-4. ročník, obě s vyučovacím jazykem slovenským a maďarským.
Střední školství zastupuje Střední odborná škola - Szakközépiskola Pribeník. Škola poskytuje vzdělání v oblasti potravinářství, agropodnikání a stravovacích služeb.
V obci se nachází synagoga, která byla v průběhu roku 2006 rekonstruována.

## Historie
První písemná zmínka o obci je z roku 1323.  Obec byla součástí Uherska, po uzavření Trianonské smlouvy se stala součástí Československa. V letech 1938 až 1945 (v důsledku první vídeňské arbitráže) byla obec připojena k Maďarsku. V letech 1945 až 1992 byla obec opět součástí Československa. V roce 1948 byla obec přejmenována  na Pribeník.